# ديون تشارلز
ديون إيلي آر تشارلز هو لاعب كرة قدم يلعب كمهاجم مع نادي لأكرينجتون ستانلي.